# Mieczysław Korwin Piotrowski

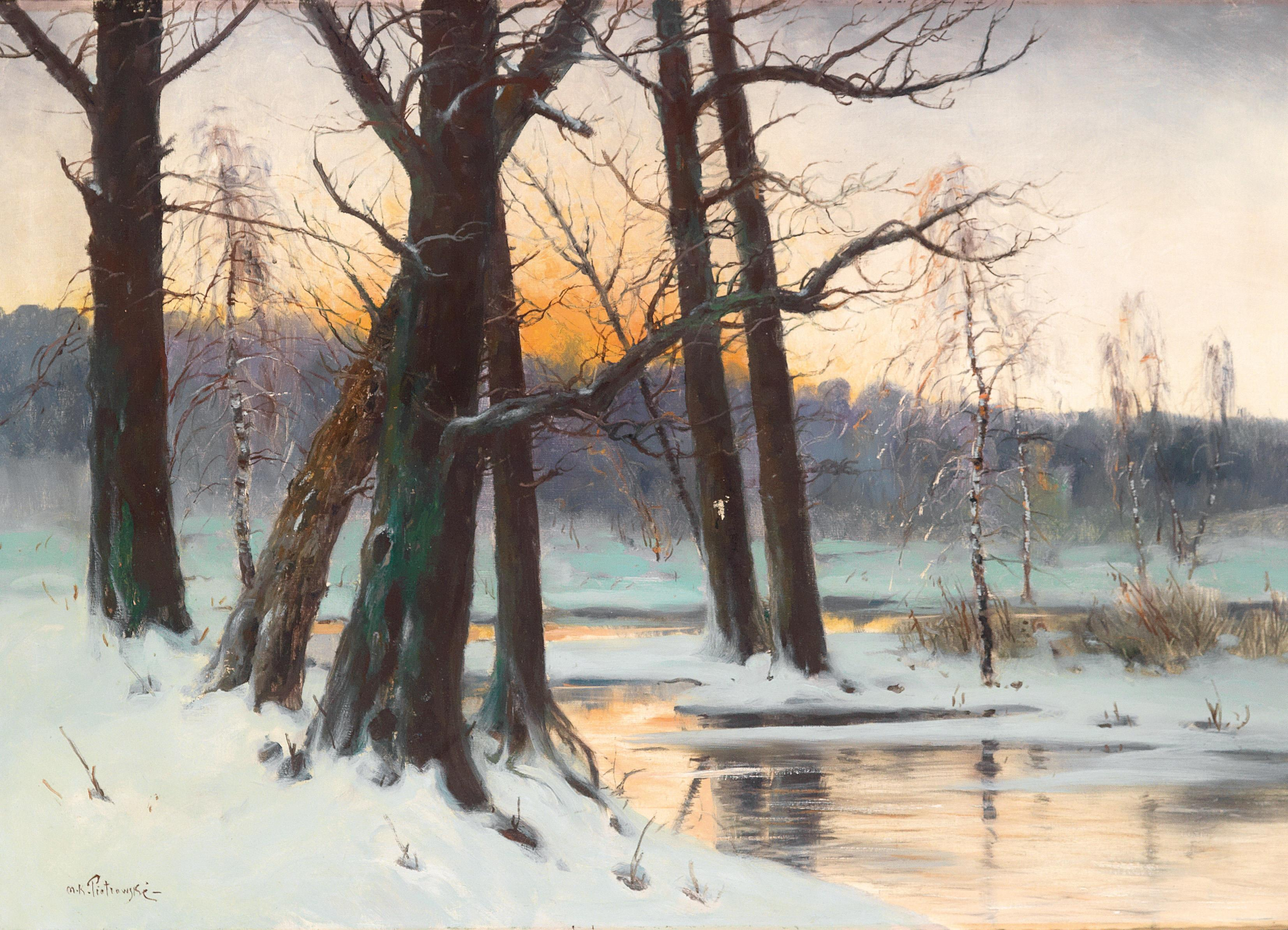
Krajobraz zimowy

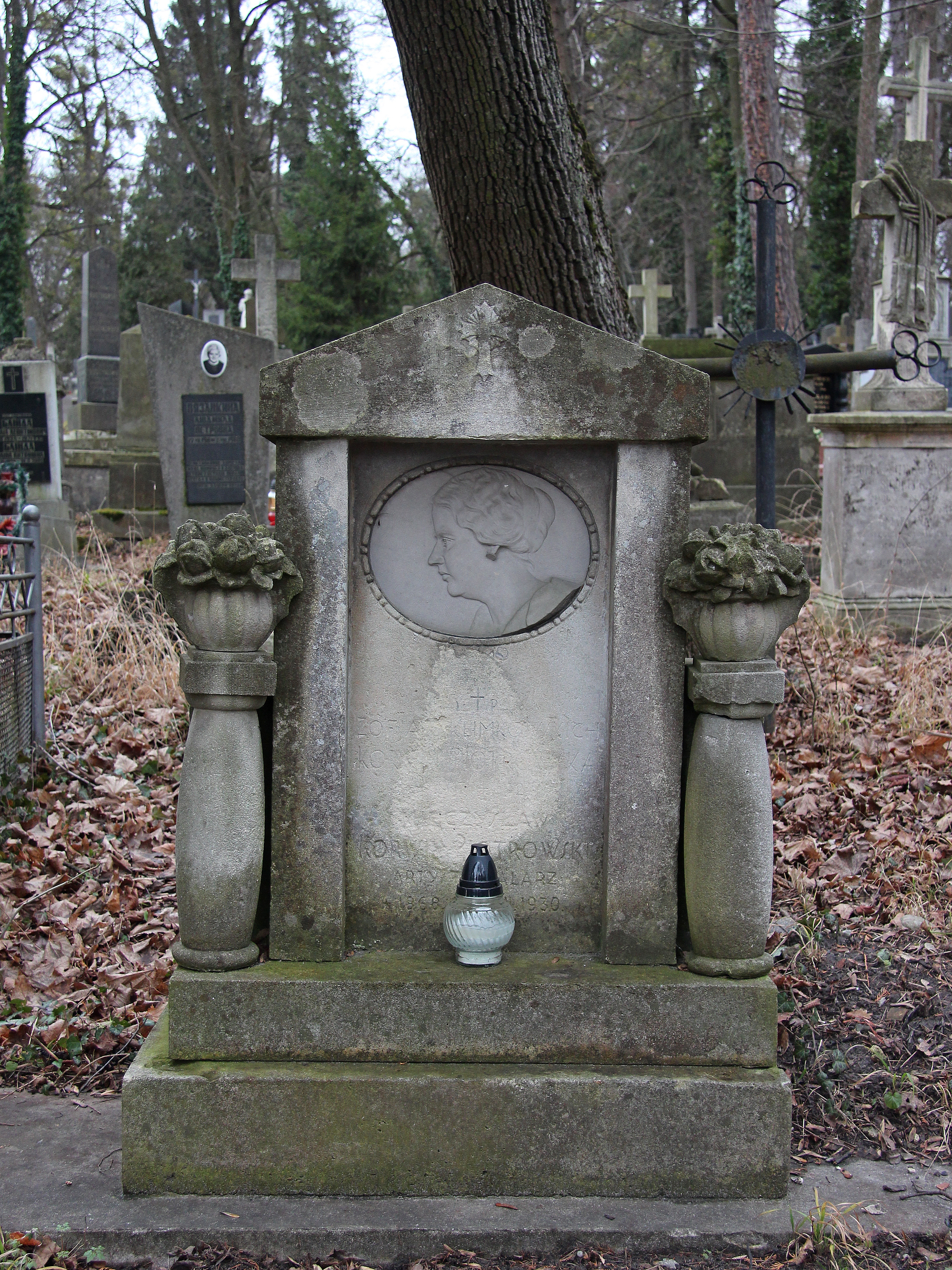
Grób Mieczysława Korwina Piotrowskiego na Cmentarzu Łyczakowskim

Mieczysław Korwin Piotrowski (ur. 17 stycznia?/29 stycznia 1869 w Kamieńcu Podolskim, zm. 13 grudnia 1930 we Lwowie) – polski malarz.

## Życiorys
Po ukończeniu gimnazjum w Kamieńcu rozpoczął w roku 1883 studia w krakowskiej Szkole Sztuk Pięknych u Floriana Cynka i Władysława Łuszczkiewicza. Studia malarskie kontynuował w latach 1898 – 1899 w szkole Stanisława Grocholskiego w Monachium.
Zamieszkał we Lwowie, gdzie malował krajobrazy, sceny myśliwskie i rodzajowe, dwory. Swoje obrazy wystawiał w Towarzystwie Przyjaciół Sztuk Pięknych w Krakowie oraz na wystawach malarstwa we Lwowie. W roku 1917 odbyła się wystawa 120 obrazów artysty w Salonie Sztuki w Kijowie.
Główne dzieła: „Wicher”, „Aleja w noc zimową”, „Wzlatujące kaczki”, „Stary młyn przy księżycu”.
Został pochowany w 1930 roku na Cmentarzu Łyczakowskim we Lwowie we wspólnym grobowcu ze zmarłą wcześniej żoną, Zofią z Klimkowskich.